# 哈特贝格-菲尔斯滕费尔德县
哈特贝格-菲尔斯滕费尔德县（德語：Bezirk Hartberg-Fürstenfeld）是奥地利施泰尔马克州所辖的一个县。总面积1224平方公里，总人口90619，人口密度74人/平方公里（2021年），县府哈特貝格。该县于2013年1月1日由哈特贝格县与菲尔斯滕费尔德县合并而成。

## 行政区域
哈特贝格-菲尔斯滕费尔德县辖有36个市镇。